# Michał (Czub)
Michał, imię świeckie Michaił Andriejewicz Czub (ur. 26 stycznia?/8 lutego 1912 w Carskim Siole, zm. 25 kwietnia 1985) – rosyjski biskup prawosławny.

## Życiorys
Urodził się w rodzinie prawosławnego duchownego. Od 1930 uczył się w trybie zaocznym w instytucie hydrometeorologicznym w Leningradzie, następnie zaś w instytucie języków obcych. Biegle władał językami angielskim, niemiecki i francuskim. W okresie II wojny światowej był nauczycielem języka obcego w szkole czołgistów w Rybińsku.
W 1947 podjął studia teologiczne w Leningradzkiej Akademii Duchownej, którą w 1950 ukończył z tytułem kandydata nauk teologicznych. Został zatrudniony w Akademii jako wykładowca historii Kościoła. 11 czerwca 1950 jako celibatariusz przyjął święcenia diakońskie z rąk biskupa łuskiego Symeona, który też następnego dnia wyświęcił go na kapłana. 4 grudnia 1953 ks. Czub złożył wieczyste śluby mnisze przed metropolitą leningradzkim Grzegorzem. 13 grudnia tego samego roku miała miejsce jego chirotonia na biskupa łuskiego, wikariusza eparchii leningradzkiej, co oznaczało powierzenie mu zarządu patriarszych parafii w Finlandii. W charakterze konsekratorów w ceremonii wzięli udział metropolita leningradzki i nowogrodzki Grzegorz, arcybiskup chersoński i odeski Nikon, biskup talliński i estoński Roman oraz biskup kostromski i halicki Jan. Michał (Czub) był pierwszym rosyjskim biskupem prawosławnym, który zdobył pełne wykształcenie teologiczne w Związku Radzieckim.
Od 11 listopada 1954 biskup Michał nosił tytuł biskupa staro-ruskiego, pozostając wikariuszem eparchii leningradzkiej. W 1955 zakończył pracę dydaktyczną w Leningradzkiej Akademii Duchownej i jako biskup wiaziemski został biskupem pomocniczym eparchii smoleńskiej. W tym samym roku mianowano go ordynariuszem tejże eparchii.
Od 1957 łączył tymczasowy zarząd eparchii smoleńskiej z godnością biskupa berlińskiego i niemieckiego. W 1959 przeniesiony na katedrę iżewską i udmurcką, zaś w 1961 – na katedrę tambowską. Rok później powierzono mu zarząd eparchii stawropolskiej i bakijskiej. Od 1965 nosił tytuł arcybiskupa. Od 1968 do 1972 kierował eparchią woroneską i lipiecką, zaś od 1972 do 1974 – wołogodzką i wielkoustiuską. W 1974 otrzymał tytuł naukowy magistra teologii. W 1974 ponownie objął zarząd eparchii tambowskiej, którą kierował do swojej śmierci w 1985. Został pochowany na cmentarzu miejskim w Tambowie, w pobliżu cerkwi Świętych Piotra i Pawła.
Autor szeregu artykułów teologicznych publikowanych w prasie Patriarchatu Moskiewskiego oraz w pismach innych Kościołów prawosławnych, jak również opracowań historycznych i hagiograficznych poświęconych świętym Tichonowi Zadońskiemu, Hermanowi z Alaski, Ignacemu (Brianczaninowowi), Sylwanowi z Atosu. Był uznanym kaznodzieją, uczestnikiem ruchu na rzecz pokoju na świecie, dialogu między autokefalicznymi Kościołami prawosławnymi oraz ruchu ekumenicznego.